# منتخب الولايات المتحدة لكرة القاعدة للسيدات
منتخب الولايات المتحدة لكرة القاعدة للسيدات (بالإنجليزية: United States women's national baseball team)‏ هو ممثل الولايات المتحدة الرسمي في المنافسات الدولية في كرة القاعدة للسيدات.